# Heinz-Georg Keerl
Heinz-Georg Keerl (* 7. Januar 1946 in Weddel bei Braunschweig; † 23. Februar 2011 in Reinbek) war ein Generalmajor des Heeres der Bundeswehr und war zuletzt Befehlshaber des Wehrbereichskommandos I Küste in Kiel.

## Ausbildung und erste Verwendungen
Heinz-Georg Keerl trat im April 1966 nach seinem Abitur in Bonn als Offizieranwärter beim Panzergrenadierbataillon 82 in Lüneburg in den Dienst der Bundeswehr. Er besuchte 1968/69 im Rahmen der Offizierausbildung die Heeresoffizierschule III in der Münchener Stetten-Kaserne. Nach Abschluss der Ausbildung wurde er 1969 zum Leutnant ernannt.
Er wurde zum Panzergrenadierbataillon 92 nach Munster versetzt und diente dort bis 1973 zunächst als Zugführeroffizier, später als S2-Offizier (Leiter Stabsabteilung S2). Im Anschluss versetzte man ihn zum Panzergrenadierbataillon 32 nach Nienburg/Weser, wo er als Kompaniechef seinen Dienst versah.

## Generalstabsausbildung und Dienst als Stabsoffizier
1977 wurde Heinz-Georg Keerl nach Hamburg an die Führungsakademie der Bundeswehr versetzt um am 20. Generalstabslehrgang des Heeres teilzunehmen. Dabei verfasste er eine wissenschaftliche Arbeit mit dem Thema „Die Haßerziehung in Schule, Jugendorganisationen und Streitkräften der DDR“. Nach Beendigung des Lehrganges 1979 wurde er G4-Stabsoffizier im Stab der Luftlandebrigade 27 in Lippstadt, bevor er 1981 als Logistikstabsoffizier zum Hauptquartier Northern Army Group (NORTHAG) nach Mönchengladbach wechselte. 1983 wurde er erneut versetzt, diesmal zur Luftlandebrigade 25 nach Calw, eingesetzt als G3-Stabsoffizier.
Sein erstes Truppenkommando wurde ihm 1985 übertragen, als er Kommandeur des Panzergrenadierbataillons 163 in Wentorf bei Hamburg wurde. Nach dieser Zeit in der Truppe kehrte er 1987 nach Hamburg an die Führungsakademie der Bundeswehr zurück, um dort bis 1991 als Dozent für Truppenführung und Tutor im Generalstabslehrgang tätig zu werden. Sein Weg führte ihn im Anschluss nach London/Vereinigtes Königreich. Bis 1993 war Keerl dort als Mitarbeiter (Research Associate) beim International Institute for Strategic Studies (IISS). Zurück in Deutschland folgte eine Verwendung als Referent im Führungsstab der Streitkräfte (Fü S III 2) auf der Bonner Hardthöhe.
1994 folgte eine erneute Versetzung nach Mönchengladbach, diesmal jedoch zum Hauptquartier (HQ) des Allied Command Europe Rapid Reaction Corps (ARRC). Dort übernahm er den Dienstposten als Assistant Chief of Staff G3 (Operations). Während dieser Verwendung war er von Dezember 1995 bis November 1996 als G3 HQ ARRC/Land Component Command IFOR im Einsatz. Anfang 1997 wechselte er nach Rendsburg zum Hauptquartier der Alliierten Landstreitkräfte Schleswig-Holstein und Jütland (LANDJUT), wo er wieder als Assistant Chief of Staff eingesetzt wurde und am Aufbau des Hauptquartiers des Multinationales Korps Nord-Ost in Stettin beteiligt war.

## Generalsverwendungen
Im Jahr 2000 übernahm Keerl als Brigadegeneral den Dienstposten des Stellvertretenden Divisionskommandeurs und Kommandeurs der Divisionstruppen der 13. Panzergrenadierdivision in Leipzig. Dabei führte er von September 2001 bis Juni 2002 seinen ersten Auslandseinsatz als Kommandeur der Task Force FOX (TFF) in Mazedonien. Von Juni bis September 2004 war er der Senior National Representative und Leiter des Deutschen Verbindungskommandos beim Hauptquartier des United States Central Command (USCENTCOM).
Im Januar 2005 wurde Keerl schließlich unter Ernennung zum Generalmajor das Amt des Befehlshabers im Wehrbereichskommando I Küste in Kiel übertragen, womit er bis zu seiner Zurruhesetzung am 18. Januar 2008 ranghöchster militärischer Repräsentant der Bundesländer Schleswig-Holstein, Niedersachsen und Mecklenburg-Vorpommern sowie für die Stadtstaaten Hamburg und Bremen war.

## Sonstiges
Heinz-Georg Keerl war verheiratet und Vater zweier Töchter. Während seiner Militärlaufbahn war sein persönliches Motto „Einstehen, vorne stehen, voraus gehen“.